# 愛はふしぎさ
愛はふしぎさ （あいはふしぎさ）は米米CLUBの16枚目のシングル。1993年10月1日発売。発売元はSony Records。

## 概要
TDKのノーマルポジション用コンパクトカセット『AD』CMソングに起用。
カップリング曲「DAY DREAM」は「浪漫飛行」同様JALCMソングに起用。
両曲ともアルバム『Phi』に収録。
本作のMVでは大掛かりなセットを作成し高額予算を費やした。
米米の正メンバー8人以外のサポートメンバー（「K2C COUSIN」）も参加。
フィルム撮りが行われており、後に石井が「河童」を監督する際、今回の経験が生かされた。

## 収録曲
全曲 作詞・作曲：米米CLUB、編曲：金子隆博
1. 愛はふしぎさ
2. DAY DREAM

## 収録アルバム
- Phi (#1,2)
- DECADE (#1、リミックス・バージョン)
- HARVEST SINGLES 1992-1997 (#1)
- STAR BOX (#1)
- 米 〜Best of Best〜 (#1)